# Kỷ băng hà 3: Khủng long thức giấc
Kỷ băng hà 3: Khủng long thức giấc (tiếng Anh: Ice Age: Dawn of the Dinosaurs) là phần tiếp theo của bộ phim Kỷ băng hà và Kỷ băng hà 2: Thời băng tan. Được sản xuất bởi hãng 20th Century Fox.

## Nội dung
Trong phần 3, voi ma mút Manny tất bật chuẩn bị mọi thứ để vợ mình là Ellie chuẩn bị sinh con. Trong khi đó hổ răng kiếm Diego thì buồn bã và bất lực vì nhận ra mình ngày càng già nua và yếu đuối, mất dần tính hoang dã đến một con nai Diego còn không bắt kịp. Vì thế Diego đã chọn cách tách ra khỏi nhóm để tìm lại những gì khi xưa. Còn chú chồn tiền sử Scrat thì vẫn luôn tìm trái hạch mà suốt đời chú chồn vẫn không thể tìm được. Nhưng cũng trong phần 3 này, chú đã tìm được cho mình một nửa còn lại của mình. Trong lúc đó, chú lười Sid đi lang thang và phát hiện ra 3 quả trứng khủng long giấu dưới lớp băng lạnh giá. Vì cô đơn khi thấy Manny và Ellie quấn quýt cho đứa con sắp chào đời, Sid đã tự nhận 3 quả trứng là con mình và xưng mình là "mẹ". Khi 3 quả trứng nở ra, chúng đã quấn quýt bên Sid.
Thật không may là khủng long mẹ đã phát hiện ra 3 quả trứng mình đã bị đánh cắp. Và rắc rối to đã đến với Sid. Chú chồn bị khủng long mang đến thế giới của khủng long chưa từng được phát hiện trước đó. Và nhóm bạn của Sid (Manny, Ellie, Diego) đã đi tìm Sid. Thế là họ đã vào thế giới của khủng long - thế giới chưa từng được phát hiện dưới lòng đất.
Nhóm bạn của Sid đã phải trải qua rất nhiều khó khăn thử thách như vượt qua Vực Thẳm Tử Thần...để tìm Sid. Và dẫn đường cùng nhóm bạn của Sid là Buck, một nhân vật tuy kỳ dị nhưng vô cùng nghĩa hiệp. Nhờ có Buck mà nhóm cứu Sid đã vượt qua được nhiều thử thách và cuối cùng mọi người đã cứu được Sid. Nhưng trước đó trong khi đang tìm Sid, Ellie bắt đầu trở dạ sinh con và Manny cùng Diego phải chiến đấu với những con chim khủng long để bảo vệ Ellie.